# Palazzo dei Diavoli
Il cosiddetto Palazzo dei Diavoli è un'antica abitazione in pietra posta al civico 30 dell'omonima via a Firenze, nei pressi dell'Isolotto. A causa del suo aspetto austero e spartano, i contadini della zona fantasticarono superstizioni e leggende, da cui poi è derivato il nome.
Tutt'oggi alcune dicerie locali tramandano che il Palazzo dei Diavoli sia stata la residenza del noto pittore fiorentino Agnolo di Cosimo di Mariano, meglio conosciuto come il Bronzino.

## Storia e descrizione
Anche se a livello storico-architettonico non è stato approfondito, dai caratteri della struttura e delle aperture (porte e finestre) probabilmente si tratta di una casa torre duecentesca costruita in arenaria, poi "appalagiata" nel trecento, ovvero sono state addossate alla torre originaria altre strutture abitative.
L'antico "fortilizio" due-trecentesco, è appartenuto dal 1427 fino alla fine del XVI alla famiglia fiorentina degli Alberti, successivamente al catasto ottocentesco la proprietà risulta passata alla famiglia Franceschi risultando come casa colonica con orto e bindolo con annessi terreni "lavorativi". Potrebbe quindi essere stata una seconda residenza di queste famiglie che possedendo terre in aree suburbane, la utilizzavano per villeggiare e per controllare i mezzadri.
La cupezza della struttura dette adito alla nascita di leggende e superstizioni popolari, che gli valsero appunto il nome che oggi si trova a portare.
Si dice che al suo interno si riunissero le streghe, o abitato da oscure presenze. La costruzione del palazzo per mancanza di decori, pare terminato in fretta, per questo si tramandò la leggenda che fosse stato il diavolo a terminare in una notte il palazzo, pretendendo in cambio l’anima del proprietario.
Altra ipotesi sul nome arriva dall'appartenenza dell’edificio alla famiglia degli Alberti, fino alla fine del XVI secolo. Ora, poiché gli Alberti appartenevano ai Ghibellini, venivano considerati come “diavoli”, e questa potrebbe essere la reale ragione del nome del Palazzo.
Esiste anche una terza ipotesi, forse la più attendibile: la strada, nel suo tratto finale, presenta una biforcazione, che obbliga a scegliere quale strada prendere, proprio come farebbe un diavolo.